# 부르크도르프-툰 철도
부르크도르프-툰 철도(독일어: Burgdorf-Thun-Bahn, BTB)는 스위스의 부르크도르프-툰 철도에 의해 건설된 철도 노선이다. 부르크도르프에서 코놀핑엔을 거쳐 툰까지 연결되는 노선은 1899년 회사에 의해 유럽 최초의 전기화된 간선 철도(경전철과는 다름)로 개통되었다. 이제 BLS AG의 일부이다.

## 역사
부르크도르프와 툰 사이에 보다 직접적인 철도 연결에 대한 지원이 증가하여 경로를 거의 13km(베른을 경유하여 53km) 단축했다.
철도는 원래 두 구간으로 허가되었다. 첫 번째 면허는 1891년 4월 17일에 코놀핑엔에서 비크렌까지의 구간에 대해 부여되었고 두 번째 면허는 1893년 6월 29일에 키젠에 분기가 있는 코놀핑엔에서 툰까지의 구간에 부여되었다.
1896년 12월 23일, 연방 정부는 두 개의 면허를 “툰에서 코놀핑엔을 거쳐 에멘탈 철도와 연결하는 철도” 면허로 통합했다. 연결은 1881년 에멘탈 철도(EB)에 의해 건설된 졸로투른-랑나우 철도와 하슬레-뤼에크자우에 건설될 것이다.

### 작업 시작과 3상 전류 작업
1899년 7월 21일, 철도는 유럽 최초의 전기 간선 철도로 운영을 위해 양도되었다. 이 노선은 슈타인호프와 오버부르크의 중간역을 포함하여 부르크도르프에서 하슬레-뤼에크자우까지 에멘 계곡 철도 트랙을 사용했다.
루체른-슈탄스-엥겔베르크 철도(Stansstad-Engelberg-Bahn)의 3단계 운영에 대한 긍정적인 경험과 특히 부르크도르프 공과대학(현재는 일부)의 전기 공학 교수였던 전기 엔지니어 에밀 블라트너의 영향 베른 응용과학 대학의)와 부르크도르프 시의원은 부르크도르프-툰 철도가 상대적으로 긴 라인의 운영 시작부터 750V, 40Hz 3상 라인에 전력을 공급하기로 과감한 결정을 내렸다. 철도청 고전압 사용 허가승객과 직원의 안전을 고려하지 않고. 전기 작업으로 인해 당시의 빡빡한 시간표가 가능했으며, 이는 부르크도르프, 코놀핑엔과 툰에 많은 연결이 있다는 점에서 유용했다. 브라운, Boveri & Cie.와 전기 장비 공급 계약을 체결했으며, 모터 AG는 슈피츠 근처의 새로운 칸더 발전소를 통해 전력을 공급하는 계약을 체결했다.
전력은 칸더 발전소에서 16,000V의 1차 전압과 40Hz의 판매 가능한 주파수로 공급되었으며, 트랙을 따라 3선 가공선을 통해 전달되었다. 이 노선은 부르크도르프 마을에도 공급되었다. 전력은 14개의 변전소에서 750V로 감소되어 2선 가공선에 공급되었다. 450kVA의 변압기 전력은 100톤 중량의 소위 이중 열차의 부하를 위해 설계되었다.
철도는 운영 초기부터 운영 계약에 따라 에멘탈 철도에 의해 운영되었다. 그 전무이사는 부르크도르프-툰 철도의 전무이사이기도 했다. 회사는 부르크도르프에 있다.
부르크도르프-툰 철도의 교통량, 특히 화물 교통량이 지속적으로 증가했다. 1911년 회사는 처음으로 2%의 배당금을 지급할 수 있었다. BTB는 1차 세계 대전의 위기에 영향을 받지 않았으며, 반대로 1914년부터 1920년까지 여객 및 화물 운송 수익이 3배 증가했다.

### 재전철화
일찍이 1919년에 베른-툰 철도의 전기화가 툰에 문제를 일으켰다. 1920년에 베른 발전소는 주파수를 40Hz에서 50Hz로 가끔 증가한다고 발표했다. 3상 차량은 더 빨리 달릴 수 있었지만 BCe 4/4 철도 차량의 견인력은 충분하지 않았을 것이다. SBB 전화 시스템으로의 전환은 베른-루체른 철도의 전화로 인해 불가피했다. BTB와 SBB가 코놀핑엔에서 트랙을 공유하면 극복할 수 없는 문제가 발생했을 것이다. 1930년대에 라인은 3상에서 단상 15kV 16.7Hz AC 로 단계적으로 전환되었다.
- 1932년 8월 8일: 부르크도르프 - 하슬레-뤼에크자우
- 1933년 2월 12일: 하슬레-뤼에크자우 – 그로스 회히슈테텐
- 1933년 4월 30일: 하슬레-뤼에크자우 – 툰

단상 AC 운용을 위해 BTB, EB 및 졸로투른-뮌스터 철도(SMB)은 8대의 Be 4/4 기관차와 12대의 CFe 2/4 철도 차량을 공동으로 조달했다. 하나의 보기만 동력화되었기 때문에 철도 차량의 출력은 Be 4/4의 절반이었다. 전기 장비의 필수 부품은 Be 4/4 세트와 호환된다. BTB는 기관차의 소유자가 되었다. 105 및 106 및 철도 차량 126–131. 그러나 운영 중에는 더 많은 기관차와 더 적은 수의 철도 차량이 필요했으며, 운영 그룹 내에서 할당이 조정되었다.
1987년까지 베른 발전소는 부르크도르프 변전소의 SBB에서 구입한 BTB, EB 및 SMB와 동일한 양의 단상 교류를 뮐레베르크 발전소에서 SBB에 공급했다. 이것은 뮐레베르크에서 부르크도르프까지의 송전선 건설을 피할 수 있게 해주었다.

### EBT와 BLS의 운행

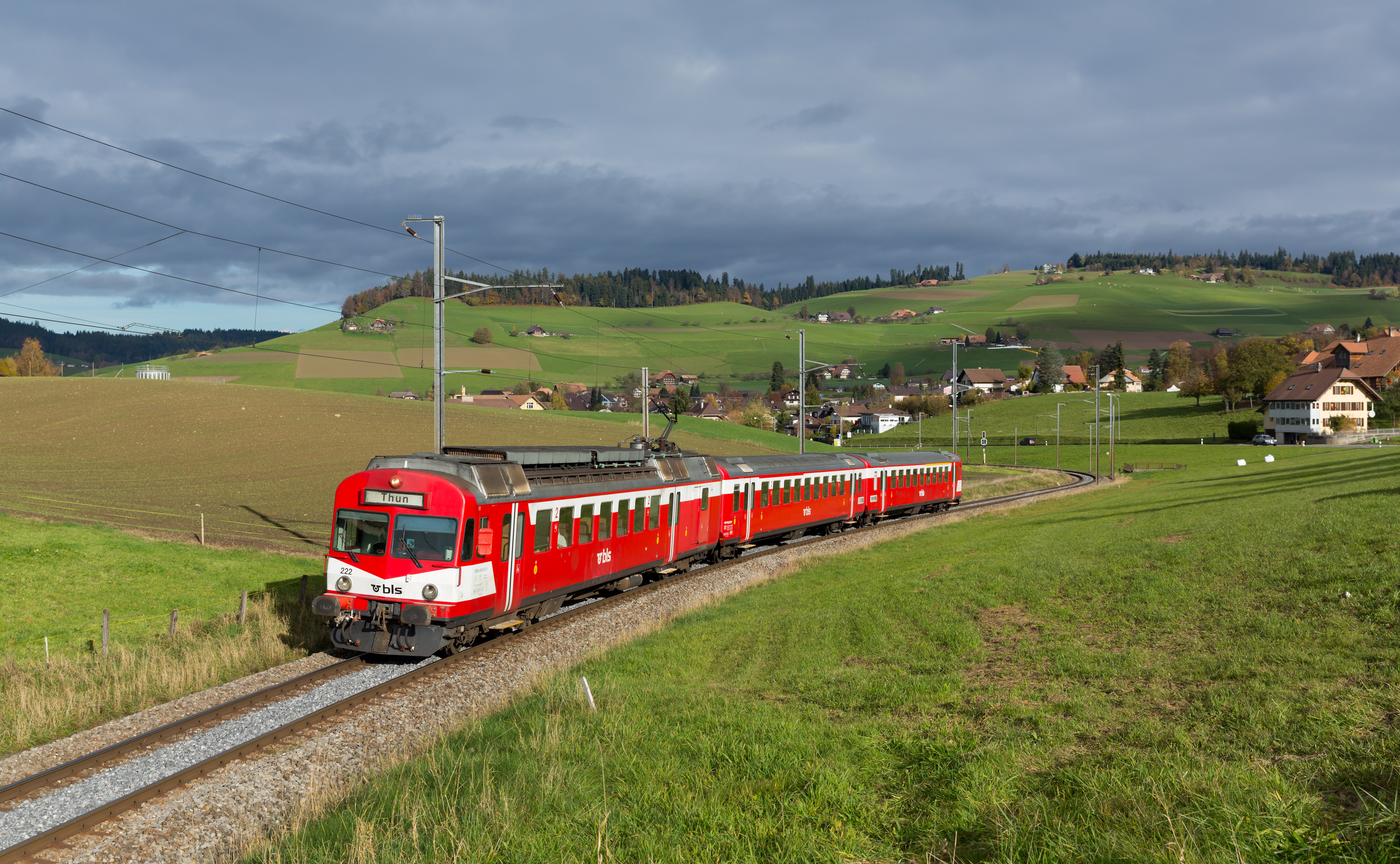
비글렌 근교의 EBT RBDe 4/4 I 푸시-풀 차량

대공황과 자동차 경쟁으로 인해 교통량과 수입이 급격히 감소했다. 민간 회사 서비스법(Privatbahnhilfegesetz)는 재무 구조 조정을 가능하게 했지만, 1942년 1월 1일 베른-툰 철도가 에멘탈 철도와 병합되어 에멘탈-부르크도르프-툰 철도(EBT)을 형성하도록 요구했다.
1949년 9월 4일, 툰에서 하임베르크로 향하는 입구에서 열차가 탈선하여 2명이 사망하고, 6명이 부상을 입었다.
1997년에 EBT는 연합 후트빌 철도(VHB) 및 졸로투른-무티 철도(SMB)와 합병하여 미텔란트 지역교통(RM)를 형성했다. RM과 BLS 뢰치베르커 철도가 2006년에 합병되어 BLS AG가 되었다.
트랙은 두 개의 레기오 서비스에서 매시간 제공된다. 매시간 서비스는 부르크도르프와 툰을 연결한다. 두 번째 레기오 서비스의 경로는 코놀핑엔-툰 구간으로 제한된다. 추가 서비스는 아침과 저녁에 코놀핑엔과 부르크도르프 사이의 피크 시간에 운행된다.

## 노선
이 노선은 부르크도르프에서 출발하여 슈타인호프, 오버부르크와 하슬레-뤼에크자우역을 거쳐 에메 계곡의 졸로투른-랑나우 철도(에멘탈 철도)를 통해 7km를 운행한다. 에멘탈-부르크도르프-툰 철도는 1970년대에 오버부르크에 새로운 작업장을 지었다.
이전 부르크도르프-툰 철도의 경로는 하슬레-뤼에자우에서 시작된다. 비글렌바흐를 따라 거의 일정한 경사로를 따라 샤프하우젠, 비겐탈, 발크링엔에서 비글렌까지 해발 770미터의 가장 높은 지점까지 이어진다. 라인은 두 개의 짧은 그로스회히슈테텐 제1, 제2 터널을 통해 거의 수평으로 계속된다. 그로스회히슈테텐 이후 루프는 베른 알프스의 전망을 제공한다. BTB 작업장이 있던 코놀핑엔에서는 부르크도르프-툰 철도가 베른-루체른 철도를 가로지른다. 라인은 슈탈든, 오버디스바흐 및 브렌치코펜 지역을 통해 히제를 따른다. 하임베르크 터널과 하임베르크 및 슈테피스부르크역을 지나면 이 노선은 슈베비스 근처의 아레강 다리에 도달하여 툰 종점에 도달한다.